# Powrót Milusia
Kajko i Kokosz Nowe przygody – Powrót Milusia – trzeci tom, kontynuujący serię Kajko i Kokosz autorstwa Janusza Christy. Za scenariusz ponownie odpowiadał Maciej Kur, za rysunki Sławomir Kiełbus, a za kolory Piotr Bednarczyk. Komiks miał premierę 13 marca 2024 Choć jest to trzeci komiks w serii "Nowe przygody", jest to chronologicznie szósty komiks o Kajku i Kokoszu stworzony przez nowych twórców, wliczając w to serię "Kajko i Kokosz – Opowieści z Mirmiłowa", która ukazuje się naprzemiennie z "Nowymi przygodami".

## Fabuła
Kajko i Kokosz zostają zesłani za karę na służbę do księcia Włado i dostają za zadanie opiekować się jego niesfornym synem Dumiłem. W krainie grasują plotki o tajemniczej "baranożernej" bestii, którą Dumił chce zobaczyć. Stworem okazuje się Miluś, niesłusznie oskarżony i poszukiwany przez chłopów. Szuka on swojej ukochanej smoczycy Miłasi, która zaginęła. Kajko i Kokosz obiecują mu pomóc odnaleźć ukochaną, którą chce zdobyć także ogarnięta zemstą Kaprylda oraz Łowca Smoków Jadomir Żmij.

## Ciekawostki i znaczenie
- Jest to pierwsze spotkanie Kajka i Kokosza ze Smokiem Milusiem, od czasu, gdy opuścił wojów w albumie Cudowny lek, wydanm równo 40 lat wcześniej. Kaprylda i Miłasia powracają z tego samego komiksu.
- Książę Włado ukazał się w komiksie Janusza Christy pt. "Pasowanie", w którym bez słowa wyjaśnienia Kajko i Kokosz byli wojami jego, nie Kasztelana Mirmiła. Album naprawia niekonsekwencję, tłumacząc, że Włado jest przyjacielem Mirmiła, któremu zsyła Kajka i Kokosza na służbę za karę, wiedząc, że nie cierpią jego synka.
- Syn księcia Włado był u Christy bezimienny, tu dostaje imię Dumił.
- Dziecko Smoka Milusia dostaje od Kokosza imię "Bajbus", Kokosz z kolei całą historię adresuje siebie jako "dziadka" smoka. Bajbus był przydomkiem Pauliny Christy, wnuczki Janusza Christy. Album jest jej dedykowany.
- W albumie powraca także Dziad Borowy (Dzień Śmiechały), zakon Braci Terapeutynów (Obłęd Hegemona), a także pojawiają się na moment Pasterz i jego Pies Ajek (Wielki Turniej).
- Łowca Smoków Jadomir Żmij wspomina, że był wyrzucony z zakonu Czarnych Trójkątów, czyli drużyny rycerzy, która pojawia się jako złoczyńcy w pierwszym tomie pt. Złoty Puchar. Przed opuszczonym zamkiem Jadomira, pojawia się także flaga trójkątów.
- Gdy Jadomir zrzuca Kapryldę do wody ze wzgórza jest to lustrzanym odbiciem sceny w której Kajko i Kokosz spadali w tomie Cudowny lek.
- Gdy Kaprylda wspomina, że pozwoli przekolorować sobie włosy na niebiesko-różowo jest do nawiązanie do serialu animowanego o Kajku i Kokoszu, w którym miała różowo-niebieskie włosy. Maciej Kur był także jego scenarzystą.
- Scena z kaszą jest nawiązaniem do podobnej sceny w Szranki i Konkury.
- Jeden z łowców smoków wspomina łowy "za Kraka". Jest to nawiązanie do legendarnego księcia Kraka, który był zwany "smokobójcą".
- Po raz pierwszy w serii są wspomniani Wiślanie.
- Dwóch myśliwych opisuje róg cytatami z Pana Tadeusza z księgi IV "Dyplomatyka i łowy".
- Jest to pierwszy album od czasu "Na wczasach" w którym Zbójcerze nie są głównymi antagonistami, a pojawiają się tylko na początku i pod koniec historii.
- Gdy Kaprylda słyszy, że zwierzęta nie mogą płacić złotem za wodę i odpowiada nieczule "Niech płacą diamentami" jest to nawiązanie do słynnej wypowiedzi Marii Antoniny: "Niech jedzą ciastka".